# Contea di Sioux (Dakota del Nord)
La contea di Sioux (in inglese Sioux County) è una contea dello Stato del Dakota del Nord, negli Stati Uniti. La popolazione al censimento del 2000 era di 4 044 abitanti. Il capoluogo di contea è Fort Yates.